# Queen Harrison
Queen Quedith Earth Harrison-Claye (ur. 10 września 1988 w Loch Sheldrake w stanie Nowy Jork) – amerykańska lekkoatletka, płotkarka.

## Osiągnięcia
- złoto (bieg na 400 metrów przez płotki) oraz srebro (bieg na 100 metrów przez płotki) podczas mistrzostw panamerykańskich juniorów (São Paulo 2007)[1]
- 5. miejsce podczas mistrzostw świata (bieg na 100 metrów przez płotki, Moskwa 2013)
- złoty medal igrzysk panamerykańskich (bieg na 100 metrów przez płotki, Toronto 2015)
- medalistka mistrzostw NCAA[2][3][4]

Dzięki srebrnemu medalowi mistrzostw USA w biegu na 400 metrów przez płotki (Eugene 2008) Harrison wywalczyła prawo występu na igrzyskach olimpijskich w Pekinie. Olimpijski debiut zakończyła na fazie półfinałowej, ostatecznie sklasyfikowano ją na 13. miejscu.

## Rekordy życiowe
- bieg na 100 metrów przez płotki – 12,43 (2013)
- bieg na 400 metrów przez płotki – 54,55 (2010)
- bieg na 60 metrów przez płotki (hala) – 7,83 (2016)